# Culture du Vietnam
 (avril 2015).
Les informations dans cet article sont mal organisées, redondantes, ou il existe des sections bien trop longues. Structurez-le ou soumettez des propositions en page de discussion.
Avec le temps, il arrive que le contenu présent dans un article devienne désordonné. Il est souvent nécessaire de réorganiser l'article de fond en comble.
- Il faut tout d’abord répartir le contenu de l'article en plusieurs sections. Les informations doivent ensuite être exposées clairement et le plus synthétiquement possible, regroupées par sujet afin d'éviter les doublons. Quelqu'un cherchant une information précise doit pouvoir la trouver rapidement en lisant la section appropriée.
- À l'intérieur de chaque section, le texte, souvent initialement sous la forme de phrases éparses, doit être regroupé dans des paragraphes de quelques lignes, en assurant un enchaînement logique et une cohérence entre les phrases.
- Lorsque l'article ou l'une de ses sections développe trop longuement un point qui n'est pas dans le cœur du sujet traité, il convient de faire une synthèse et de transférer l'ancien contenu dans des articles plus appropriés (en cas de transfert, il faut impérativement respecter la procédure Aide:Scission).

Si vous pensez que ces points ont été résolus, vous pouvez retirer ce bandeau et améliorer le plan d'un autre article.

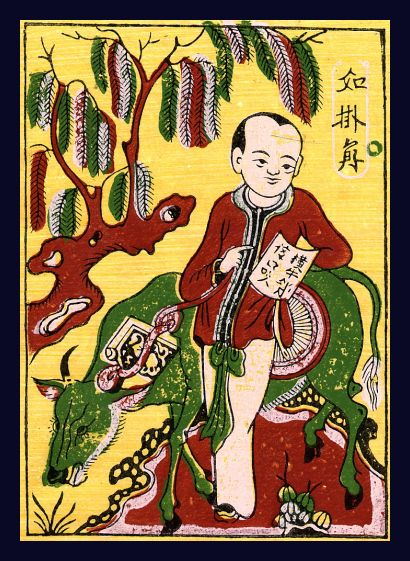
Le garçon bouvier apprend.
(peinture de Dong Ho).

La culture du Vietnam, pays de l'Asie du Sud-Est continentale, désigne les pratiques culturelles observables de ses habitants (101 000 000, estimation 2024) ; par extension elle se complète de la culture vietnamienne, multimillénaire, multiethnique. Il convient d'y adjoindre pour partie la diaspora vietnamienne (4 000 000, estimation 2017), particulièrement les Viêtnamo-Américains et plus loin la diaspora vietnamienne en France.
La culture du Vietnam, civilisation agricole basée sur la culture de riz, est une des plus vieilles en Asie. Le Viêt Nam ayant été une possession chinoise pendant plus de 1 000 ans, il a été profondément influencé par cette culture.

## Langues et populations
Le Viêt Nam compte plus de 45 langues et 54 groupes ethniques.

### La multiplicité ethnique et linguistique

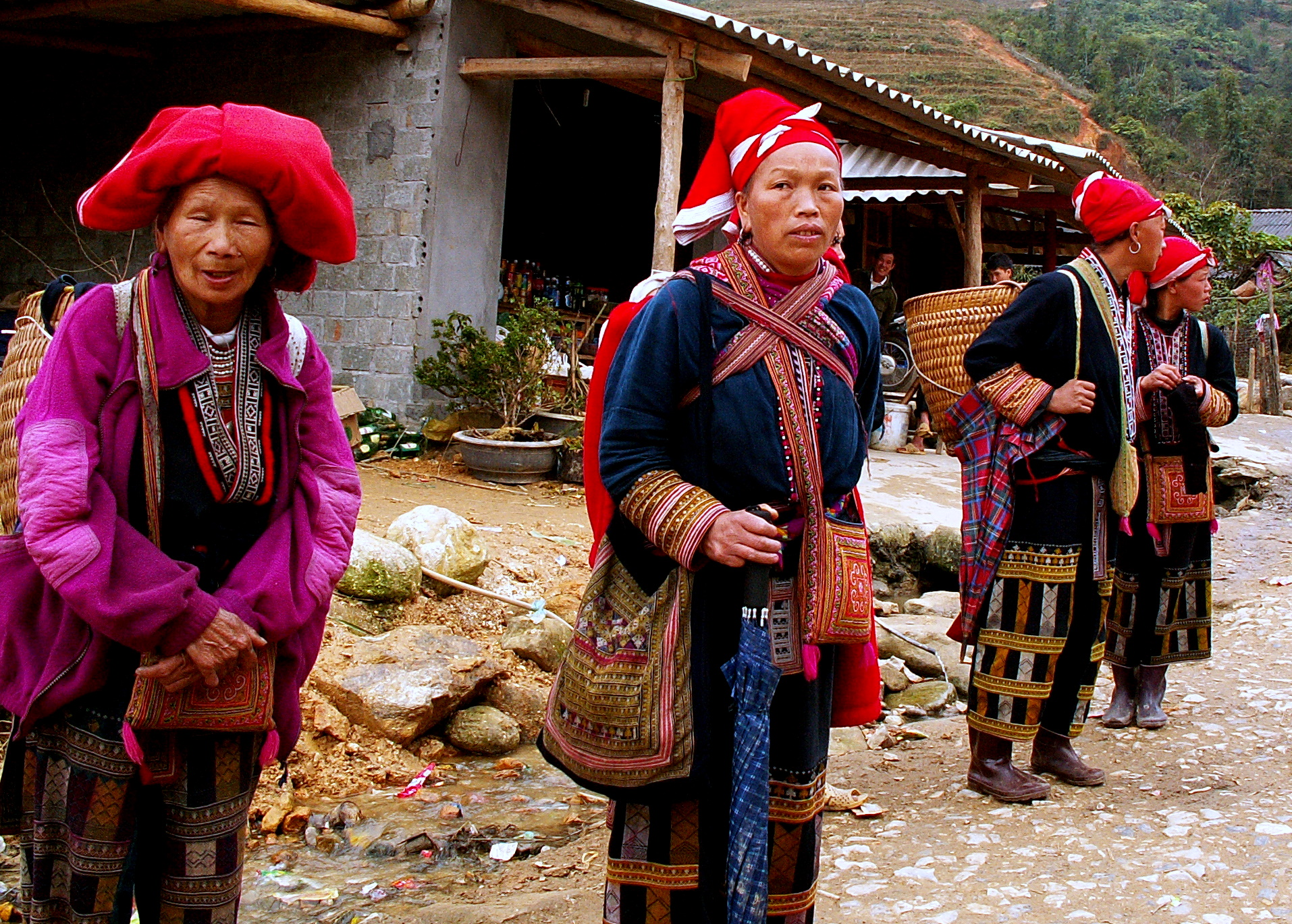
Dao rouges dans le Nord du pays.

C'est à peine un paradoxe : au Viêt Nam, dès que l'on quitte les plaines, on ne rencontre quasiment plus de Vietnamiens d'ethnie viêt (Kinh) (85%). En effet, si les régions plates sont le domaine quasi exclusif des Kinh, l'ethnie majoritaire viêt, les plateaux du Centre et les montagnes du Nord abritent 53 minorités représentant 10 % de la population, soit à peu près 10 millions d'individus.

## Traditions

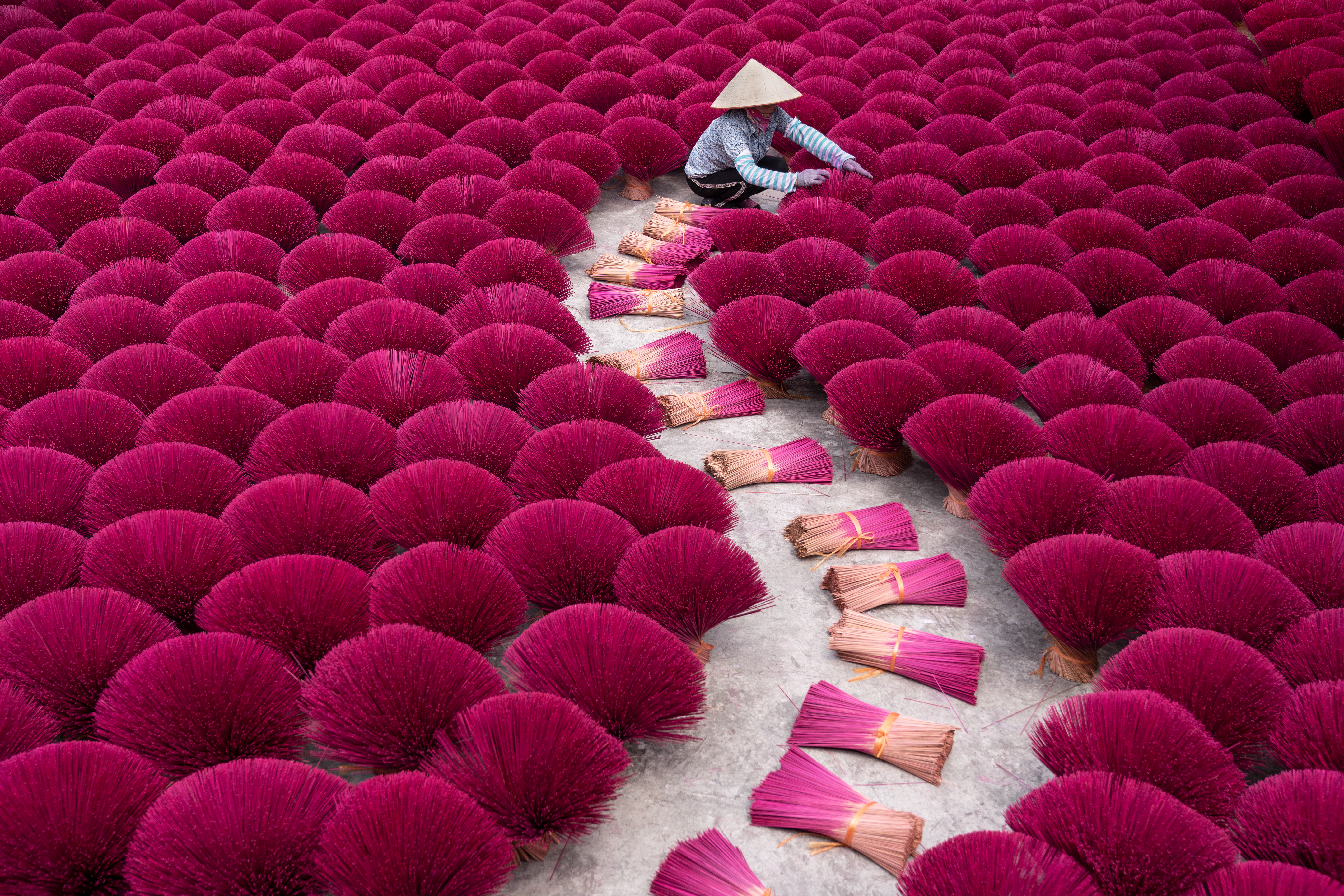
Bouquets d'encens au Viêt Nam. Septembre 2022.

### Religion(s)
- Religion au Viêt Nam, Catégorie:Religion au Viêt Nam
- Islam au Viêt Nam
- Christianisme au Viêt Nam (en) (depuis l'Église de l'Orient nestorienne)
  - Catholicisme au Viêt Nam
  - Protestantisme au Viêt Nam (en)
- Catégorie:Bouddhisme au Viêt Nam
- Taoïsme au Viêt Nam (en)
- Liberté de religion au Viêt Nam (en)
- Philosophie vietnamienne
- Baha'isme au Viêt Nam (en)
- Catégorie:Religieux vietnamien
- Catégorie:Édifice religieux au Viêt Nam
- Religion traditionnelle vietnamienne
  - Ngô Văn Chiêu
- Histoire des Juifs au Viêt Nam (en)

La principale religion au Viêt Nam est basée sur les « Trois enseignements » (Tam Giáo),  ou « triple religion » littéralement – combinant le bouddhisme avec le taoïsme et le confucianisme.
On retrouve également des religions de fondation récente, comme le bouddhisme Hoa Hao ou le caodaïsme.
Les chrétiens représentent 8 % de la population, en majorité issus de l'Église catholique romaine. Le Viêt Nam est le deuxième pays catholique d'Asie après les Philippines.
Un mélange d'islam sunnite et d'islam bashi est pratiqué par l'ethnie Cham. Il existe également des ethnies musulmanes dans le sud-ouest.

### Symboles
- Armoiries du Viêt Nam, Drapeau du Viêt Nam
- Tiến Quân Ca, hymne national du Viêt Nam

### Fêtes
- 1er janvier : Nouvel An (Tết dương lịch)
- En février : fête du Tết durant 4 jours (Nouvel an lunaire). La date varie en fonction du calendrier lunaire.
- 30 avril : jour de la Victoire (Ngày giải phóng, ngay Viêt Nam thong nhat) : commémoration de la réunification de 1975
- 1er mai : fête du travail (Ngày Quốc tế Lao động)
- 2 septembre : fête nationale (Quốc khánh) : commémoration du discours prononcé par Ho Chi Minh en 1945
- Liste des fêtes traditionnelles au Viêt Nam (en)
- Liste de fêtes au Viêt Nam (en)

### Société

#### Le communisme
Le Viêt Nam est un pays communiste, où un seul parti est autorisé: le Parti communiste vietnamien. Celui-ci suit les principes du marxisme-léninisme. Pendant la Guerre froide, le pays était satellite de l'Union des républiques socialistes soviétiques.

#### Le mariage au Viêt Nam
Le mariage traditionnel vietnamien comprend plusieurs étapes et rites propres à l’identité culturelle vietnamienne.

## Arts de la table

### Cuisine(s)

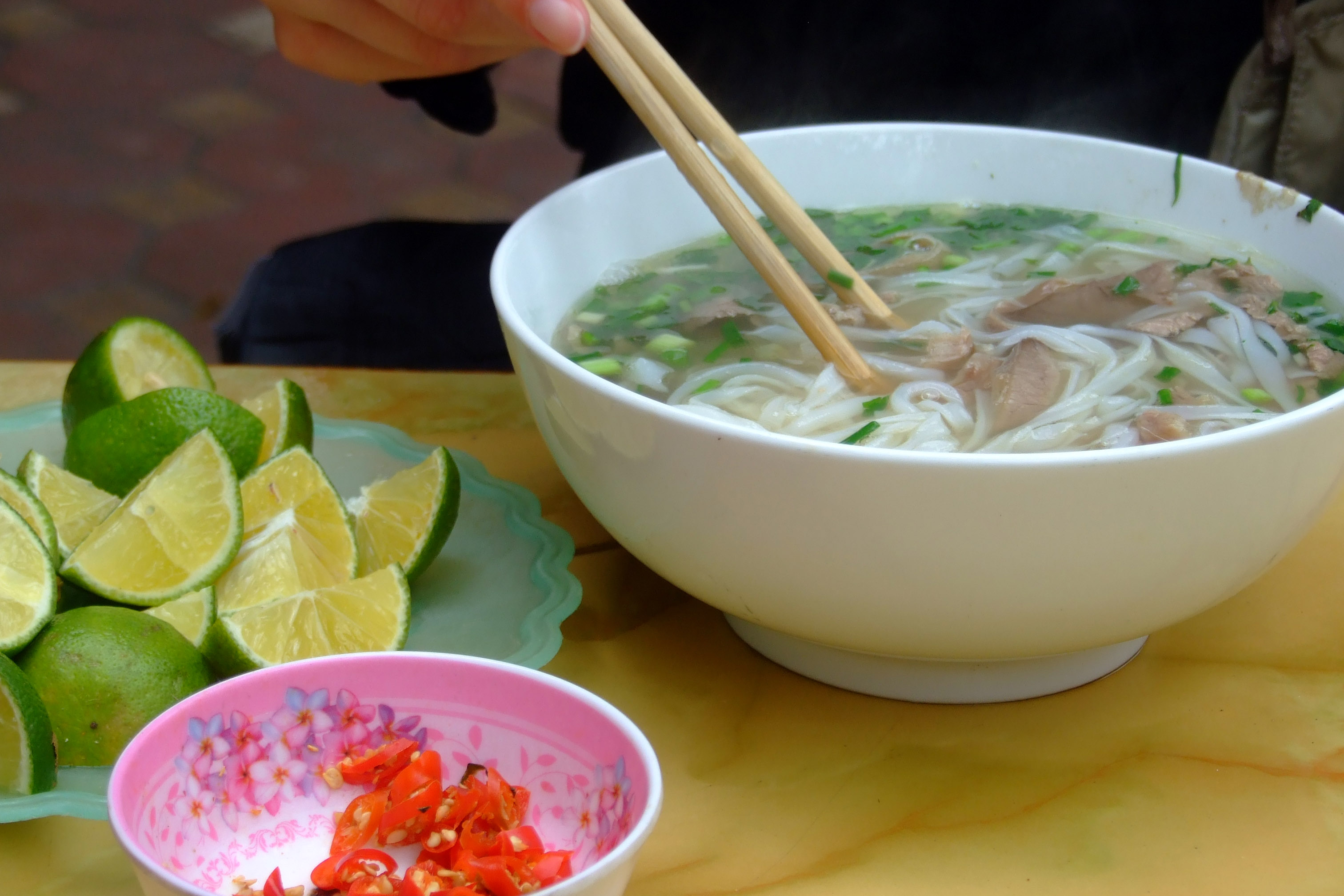
Bol de phở avec ses condiments

- Catégorie:Cuisine vietnamienne

### Boisson(s)
- Vin vietnamien (en)

## Santé
- Catégorie:Santé au Viêt Nam, Protection sociale

### Sports, arts martiaux
- Catégorie:Sport au Viêt Nam
- Catégorie:Sportif vietnamien
- Catégorie:Sportive vietnamienne
- Viêt Nam aux Jeux olympiques
- Viêt Nam aux Jeux paralympiques, Jeux paralympiques,
- Jeux du Commonwealth

#### Arts martiaux vietnamiens

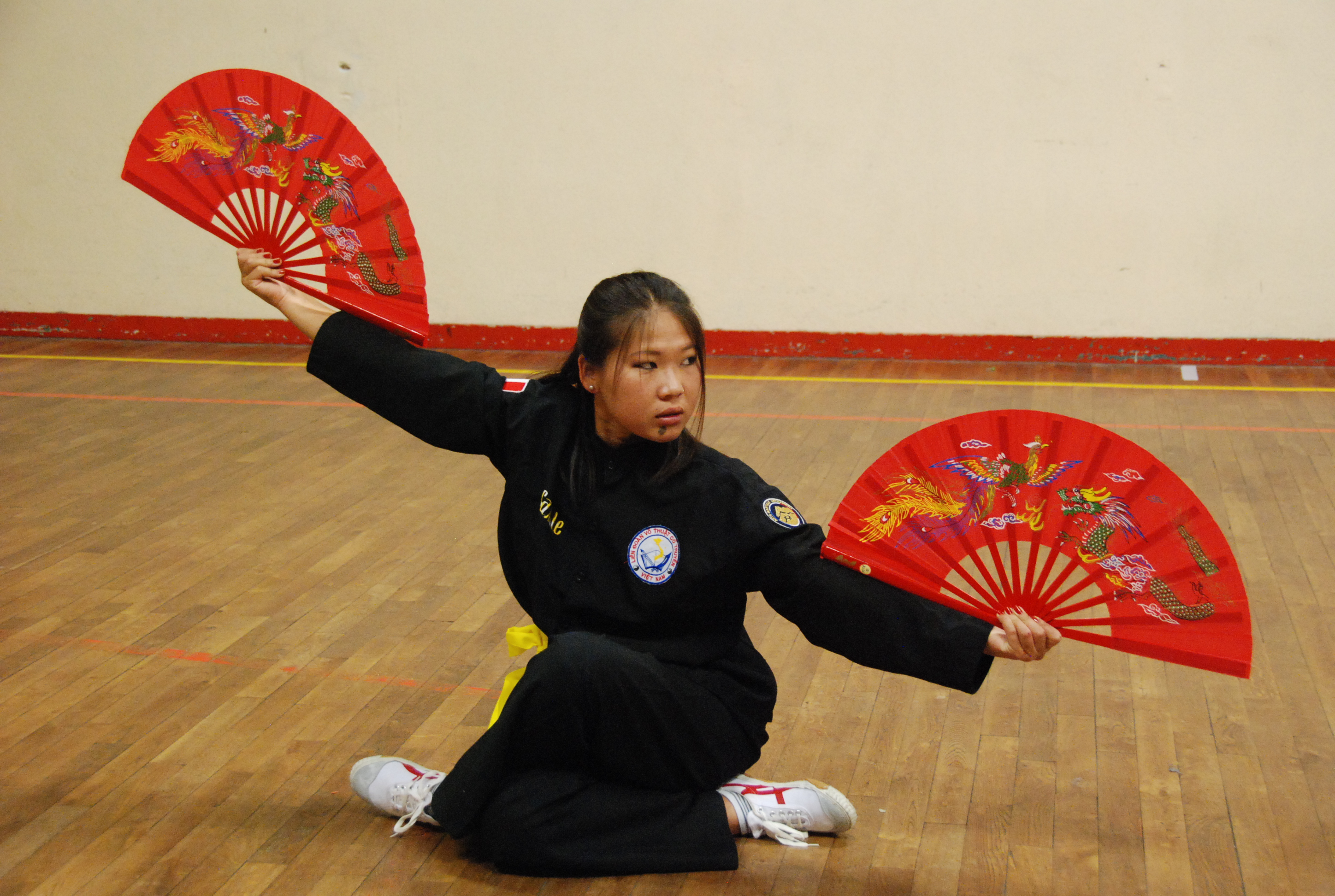
La Française Carole Bo Ram Autret au double éventail en Vo Co Truyen

Vo Thuat (World Union of Vo Thuat Van Vo Dao, Fédération Vo Thuat de France, Mouvement Vo Thuat Van Vo Dao....)
Arts martiaux traditionnels vietnamiens :
- Võ Thuật Cổ Truyền Việt Nam ou Vo Co Truyen Viet Nam
- Vo Binh Dinh (Võ Thuật Bình Định)
- Vovinam-Viet vo dao
- Viet Vo Dao
- Văn Võ Đạo : Văn = la Culture. Võ = l'Art Martial. Đạo = la vertu, la voie. Văn Võ Đạo = la Voie de la Culture et de l'Art Martial du Viet Nam. Môn Phái Văn Võ Đạo (Võ Thuật Cổ Truyền Việt Nam)
- Catégorie:Art martial vietnamien

## Artisanats
- Artisanat d'art
- Liste de villages artisanaux vietnamiens (en)

### Textiles, cuir, papier
Les vêtements des Vietnamiens portent des grandes influences des Chinois et évoluent d'une dynastie à l'autre entre le XIe et le XIXe siècle. Avec l'arrivée des Français vers le XIXe siècle, il y a eu des réformes vestimentaires importantes, ce qui représente l’affaiblissement de l'influence culturelle chinoise dans tous les domaines, y compris les vêtements et l’émergence de l'influence culturelle occidentale. On commence à voir les Vietnamiens porter des vêtements d'origine européenne dans les villes.
- Vêtement traditionnel vietnamien (en)

### Bois, métaux
- bronze

### Poterie, céramique, faïence
- Céramiques au Viêt Nam (en)

## Média
- Média au Viêt Nam, Média au Viêt Nam (rubriques)

### Presse
- Presse écrite au Viêt Nam, Presse écrite au Viêt Nam (rubriques)

### Radio
- Radio au Viêt Nam, Radio au Viêt Nam (rubriques)

### Télévision
- Télévision au Vietnam, Télévision au Viêt Nam (rubriques)

### Internet (.vn)
- Internet au Viêt Nam (en) (1997), Internet au Viêt Nam (rubriques)
- Censure d'Internet au Viêt Nam
- Blogueurs : Huy Duc, Le Quoc Quan, Mother Mushroom, Nguyen Quang Lap, Nguyễn Văn Hải, Phan Thanh Hải, Tạ Phong Tần, Phạm Đoan Trang...

## Littérature(s)
La littérature vietnamienne s'est initialement développée en Chữ Nôm qui était l'écriture vietnamienne utilisant les Chữ nho (Hán tự) chinois. Elle a été remplacée par le Chữ quốc ngữ, l'écriture romanisée du vietnamien.
- Écrivains vietnamiens
- Écrivains vietnamiens francophones, Littérature francophone de l'Indochine française
- Liste d'écrivains vietnamiens
- Prix des écrivains de l'Asie du Sud-Est (SEA, lauréats sur la version anglophone)
- Bibliothèque nationale du Viêt Nam

## Arts visuels
- Artistes vietnamiens

### Peinture
- Catégorie:Peintre vietnamien

### Sculpture
- Catégorie:Sculpteur vietnamien

### Architecture
- Catégorie:Architecte vietnamien

### Photographie
- Catégorie:Photographe vietnamien

## Arts du spectacle

### Musique
- Musique vietnamienne
- Musique populaire vietnamienne (en)
- Catégorie:Musique vietnamienne
- Musiciens vietnamiens
- Compositeurs vietnamiens
- Chanteurs vietnamiens, Chanteuses vietnamiennes
- Instruments de musique vietnamiens
- Opéras au Viêt Nam

### Danse
- Danse vietnamienne
- Liste de danses
- Danse traditionnelle vietnamienne (en)
- Danseurs vietnamiens
- Chorégraphes vietnamiens

### Théâtre
- Théâtre au Viêt Nam (en)
- Múa rối nước, théâtre de marionnettes sur l'eau

### Autres: marionnettes, mime, pantomime, prestidigidation
- Múa rối nước (marionnettes du Vietnam)
- Arts de la marionnette au Vietnam sur le site de l'Union internationale de la marionnette
- Múa rối nước
- Cabaret et autres arts mineurs de scène

### Cinéma
- Cinéma vietnamien
- Réalisateurs vietnamiens, Scénaristes vietnamiens
- Acteurs vietnamiens, Actrices vietnamiennes
- Films vietnamiens
- Films sur la guerre du Vietnam, Liste de films sur la guerre du Vietnam

### Autres
- Vidéo, Jeux vidéo, Art numérique, Art interactif
- Culture underground alternative
- Jeux vidéo développés au Viêt Nam

## Patrimoine

### Musées
- Liste de musées au Viêt Nam

En dehors des musées nationaux, l'art vietnamien est largement représenté à l'étranger comme en France, au musée national des arts Asiatiques - Guimet et au musée Cernuschi et également aux États-Unis, au Metropolitan Museum of Art, avec par exemple cette aiguière en bronze au bec verseur à tête d'éléphant, de la fin du IIe siècle au IIIe siècle, pendant la dynastie des Han.

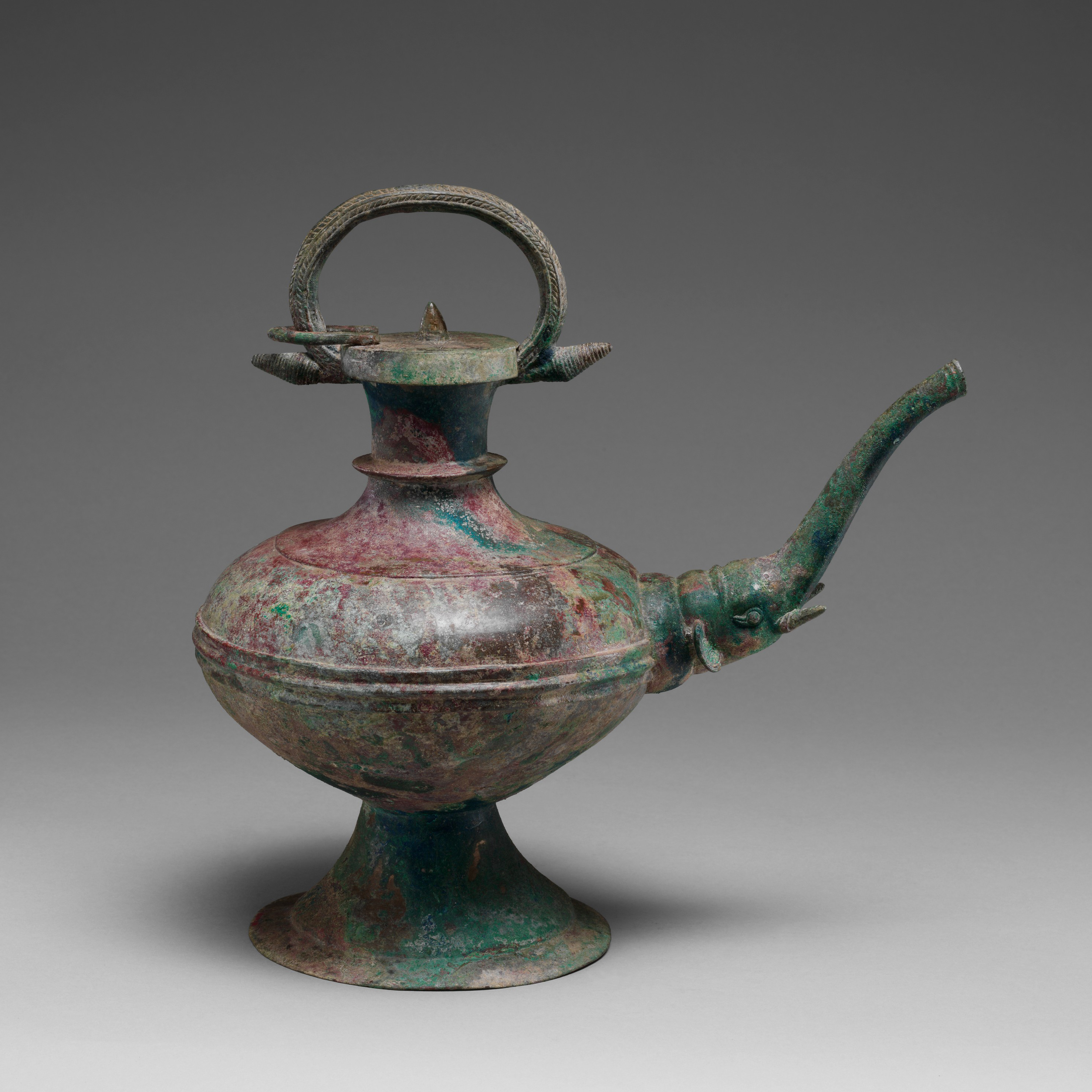
Aiguière en bronze au bec verseur à tête d'éléphant, du Vietnam, dynastie Han, fin

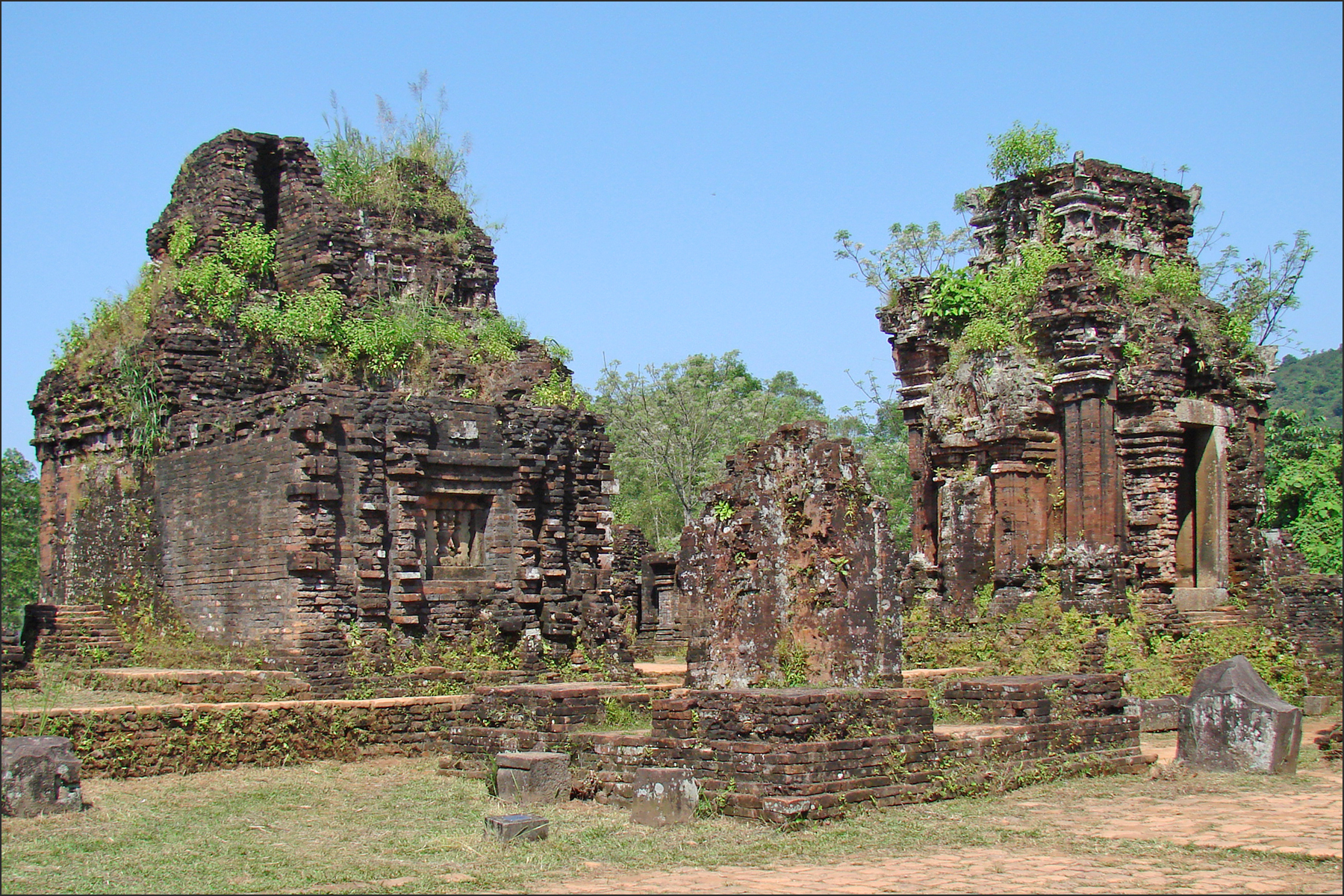
Temples cham du sanctuaire de Mỹ Sơn

### Liste du Patrimoine mondial
Le programme Patrimoine mondial (UNESCO, 1971) a inscrit dans sa liste du Patrimoine mondial (au 12/01/2016) : Liste du patrimoine mondial au Viêt Nam.

### Liste représentative du patrimoine culturel immatériel de l’humanité
Le programme Patrimoine culturel immatériel (UNESCO, 2003) a inscrit dans sa liste représentative du patrimoine culturel immatériel de l'humanité : Liste du patrimoine culturel immatériel de l'humanité au Viêt Nam
- 2008 : l’espace de la culture des Gongs[2],
- 2008 : le Nha nhac, musique de cour vietnamienne[3],
- 2009 : les chants populaires Quan họ de Bắc Ninh[4],
- 2010 : les fêtes de Gióng des temples de Phù Ðông et de Sóc[5],
- 2012 : le culte des rois Hùng à Phú Thọ[6],
- 2013 : l'art du đờn ça tài tử, musique et chants, dans le sud du Viet Nam[7],
- 2014 : les chants populaires ví et giặm de Nghệ Tĩnh[8],
- 2015 : les rituels et jeux de tir à la corde (Cambodge, Philippines, République de Corée, Viet Nam)[9],
- 2016 : les pratiques liées à la croyance viet en les déesses-mères des Trois mondes[10],
- 2017 : le bài chòi, art traditionnel du Centre du Viet Nam[11],
- 2017 : le chant Xoan de la Province de Phú Thọ (Viet Nam)[12].
- 2019 : les pratiques du then par les groupes ethniques Tày, Nùng et Thái[13]

### Registre international Mémoire du monde
Le programme Mémoire du monde (UNESCO, 1992) a inscrit dans son registre international Mémoire du monde (au 15/01/2016) :
- 2011 : Stèles en pierre d’enregistrement des concours royaux des dynasties Lê et Mac (1442-1779)[14]
- 2009 : Tablettes de bois de la dynastie des Nguyen[15]

### Filmographie
- Le Culte des rois Hùng Phú Thọ (Viet Nam), film de Pham Hung Thoan, Fonds UNESCO du Patrimoine culturel immatériel de l'humanité, 2012, 10 min 02 s (DVD-Rom + documents)
- Vietnam, du cobra au menu, film de Julien Hamelin, Arte, ADAV, 2013, 52 min (DVD)